# Pawło Ihnatenko
Pawło Mykołajowycz Ihnatenko, ukr. Павло Миколайович Ігнатенко (ur. 2 czerwca 1973 w Niżynie w obwodzie czernihowskim) – ukraiński polityk i ekonomista, w latach 2005–2006 minister ochrony środowiska.

## Życiorys
Z wykształcenia ekonomista, ukończył w 1994 studia z zakresu finansów na Kijowskim Narodowym Uniwersytecie Ekonomicznym. Pracował na dyrektorskich stanowiskach w przedsiębiorstwach sektora finansowego i bankowego.
W latach 2002–2005 był deputowanym do Rady Najwyższej z ramienia Bloku Nasza Ukraina. W rządach Julii Tymoszenko i Jurija Jechanurowa pełnił funkcję ministra ds. ochrony środowiska naturalnego. Był członkiem władz Ludowego Związku „Nasza Ukraina”. W 2006 objął stanowisko doradcy prezydenta Wiktora Juszczenki, które zajmował do 2008. Od 2009 do 2011 pełnił funkcję zastępcy sekretarza Rady Bezpieczeństwa Narodowego i Obrony Ukrainy.